# Dasymys capensis
Dasymys capensis — вид гризунів родини мишевих (Muridae). Зустрічається тільки в ПАР. Є ендеміком на півдні південноафриканської провінції Західний Кейп. Раніше його вважали підвидом D. incomtus, на який він дуже схожий. Дослідження, опубліковане в 2004 році, показало, що відмінностей було достатньо, щоб підняти D. capensis до видового статусу. Є таксономічні моделі, які не визнають цей вид.